# Rebrača
Rebrača (lat. Blechnum), veliki rod papratnica, dio je porodice slezeničevki ili rebračevki; rod je ponekad uključivan u samostalnu porodicu Blechnaceae, i ponekad u porodicu Aspleniaceae.
Od 230 vrsta, u rodu je danas preostalo 23, a ostale su izdvojene u druge rodove. To su uglavnom vazdazelene ili poluzimzelene trajnice raširene po neotropima i nešto u Južnoj Africi. Vlasasta rebrača, Struthiopteris spicant (Makino) Nakai, također je bila uključivana u ovaj rod kao Blechnum spicant, raširena je po cijeloj Europi a ima je i u Hrvatskoj.

## Vrste
1. Blechnum anthracinum R. C. Moran
2. Blechnum appendiculatum Willd.
3. Blechnum arcuatum J. Rémy ex Fée
4. Blechnum areolatum V. A. O. Dittrich & Salino
5. Blechnum asplenioides Sw.
6. Blechnum auriculatum Cav.
7. Blechnum australe L.
8. Blechnum austrobrasilianum de la Sota
9. Blechnum gracile Kaulf.
10. Blechnum gracilipes (Rosenst.) M. Kessler & A. R. Sm.
11. Blechnum guayanense A. Rojas
12. Blechnum hastatum Kaulf.
13. Blechnum heringeri Brade
14. Blechnum laevigatum Cav.
15. Blechnum lanceola Sw.
16. Blechnum longipilosum V. A. O. Dittrich & Salino
17. Blechnum ludificans Herter
18. Blechnum malacothrix Maxon & Morton
19. Blechnum meridense Klotzsch
20. Blechnum occidentale L.
21. Blechnum polypodioides Raddi
22. Blechnum punctulatum Sw.
23. Blechnum rivulorum V.A.O.Dittrich & Salino
24. Blechnum tomentosum M. Kessler & A. R. Sm.
25. Blechnum × caudatum Cav.
26. Blechnum × confluens Schltdl. & Cham.
27. Blechnum × falciculatum C. Presl
28. Blechnum × leopoldense (Dutra) V. A. O. Dittrich & Salino
29. Blechnum × pampasicum de la Sota & M. L. Durán